# Matteo Frescobaldi
Pour les articles homonymes, voir Frescobaldi.
Matteo Frescobaldi (Florence, v.1297 - Florence, 1348) est un poète florentin de la première moitié du XIVe siècle.

## Biographie
Matteo Frescobaldi est un poète florentin du style dolce stil novo tardif (« nouveau style doux » en français) dont il reprend les thèmes et le langage poétique dans ses compositions.
Fils de Dino descendant de la riche famille florentine des Frescobaldi (dédiés au commerce), il  a écrit Le Rime, poésie lyrique à caractère amoureux et politique appartenant au genre de la poésie civile et comico-réalistique.

En 1348 il a écrit une ballade (« ballata ») politique où il incite les Florentins à poursuivre les vertus, dont la prudence qui a trois yeux correspondant aux trois temps : 

« Prudenza fate che sia vostra guida
che con tre occhi tre tempi governa:
quest'è vertù che chi collei s'affida
convien che sempre lo miglior discerna
e delle fama etterna
risplenda con onor, miglior tesoro:
gemme, argento ed oro
prudenza passa e vince ogni delizia »

— Matteo Frescobaldi, Rime, 1348
Matteo est mort à Florence pendant la peste de 1348.

## Œuvres
- Le Rime

## Sources
- (it) Cet article est partiellement ou en totalité issu de l’article de Wikipédia en italien intitulé « Matteo Frescobaldi » (voir la liste des auteurs).